# Radu Muntean
Radu Muntean (rumänische Aussprache:  [ˈradu munˈte̯an]; * 8. Juni 1971 in Bukarest) ist ein rumänischer Filmregisseur und Drehbuchautor. Er ist eine zentrale Figur der rumänischen Neuen Welle (Noul val românesc), eines Genres der realistischen und oft minimalistischen Filme aus Rumänien.

## Leben
Radu absolvierte 1994 die Theater- und Filmakademie in Bukarest, wo er drei Kurzfilme drehte. Seit 1996 hat er über 400 Werbespots gedreht und über 40 nationale und internationale Preise bei verschiedenen Werbefestivals gewonnen. Sein Spielfilmdebüt, Furia, wurde von der rumänischen Filmemachervereinigung als bester erster Film und beim Transilvania International Film Festival 2003 als beste Fotografie ausgezeichnet. Sein zweiter Spielfilm, The Paper Will Be Blue, sowie Boogie stehen stellvertretend für die rumänische New Wave.
Sein Film Eine Etage tiefer aus dem Jahr 2015 wurde bei den Filmfestspielen in Cannes 2015 in der Rubrik Un Certain Regard gezeigt.
Radu ist verheiratet.

## Filmografie (Drehbuch und Regie)
- 1994: Lindenfeld 1994 (Dokumentarfilm)
- 2002: Furia
- 2006: Das Papier wird blau sein
- 2008: Boogie
- 2010: Tuesday, After Christmas
- 2011: Vorbitor (Dokumentarfilm)
- 2015: Eine Etage tiefer (Un etaj mai jos, auch Produzent)
- 2018: Alice T. (auch als Darsteller)

## Festivalteilnahme
- 2008: Europäischer Filmpreis 2008: nominierte Filmproduktion Boogie
- 2010: Internationale Filmfestspiele von Cannes 2010: Un-Certain-Regard-Teilnahme von Tuesday, After Christmas (Marti, dupa craciun)
- 2015: Internationale Filmfestspiele von Cannes 2015: Un-Certain-Regard-Teilnahme von „Eine Etage tiefer“ (Un etaj mai jos)
- 2015: Toronto International Film Festival 2015: Teilnahme Rubrik ‚Contemporary World Cinema‘ von „Eine Etage tiefer“ (One Floor Below)
- 2016: Fünf Seen Filmfestival: Drehbuchpreis für „Eine Etage tiefer“ (One Floor Below)
- 2016: Internationale Filmfestspiele von Cannes 2016: Jurymitglied im Kurzfilmwettbewerb